# 海角七号 君想う、国境の南
『海角七号 君想う、国境の南』（かいかくななごう きみおもう、こっきょうのみなみ、原題：海角七號）は、2008年8月に台湾で公開されたファン・イーチェンと田中千絵主演の台湾映画、およびそのノヴェライズ化された小説。
近年低迷を続けていた台湾映画界で、この映画は例外的な興行収入5億3千万台湾ドルを記録し、『タイタニック』に次いで台湾歴代映画興行成績のランキングで2位になった。公開当初は他の台湾映画同様それほど振るわなかったが、口コミ効果で瞬く間にヒットしたと言われる。
原題の表記は『海角七號』で「号」が日本の旧字体に当たり、英語名は『Cape No.7』で、両題名とも直訳すれば「岬七番地」となる。日本語の題名はファン・イーチェンによる映画挿入歌『国境之南』からの引用である。
日本では2009年6月に宮崎映画祭でプレミア上映された後、同年12月26日より劇場公開。

## ストーリー
日本統治時代であった1940年代、台湾最南の町恒春に赴任した日本人教師（中孝介）が、日本名小島友子（レイチェル・リャン）という台湾人の教え子と恋に落ちる。 第二次世界大戦の終戦の後（1945年）、駆け落ちを約束していた友子を台湾の港に残して、彼はやむを得ず内地に戻る引揚船に乗った。そして、日本への7日間の航海で毎日恋文（こいぶみ）を書き綴ったのだった。
彼が友子と別れた約60年後、台湾南部で物語が再び時を紡ぎ始める。台北でミュージシャンとしての成功を夢見て挫折した阿嘉（以降アガと表記・ファン・イーチェン）が、故郷の恒春に戻ってきた。町議会議長を務める洪（馬如龍）は、オートバイでの配達の際の事故により休暇中の茂じいさん（リン・ゾンレン）の代わりとして、アガに郵便配達の仕事を世話する。 ある日、アガは郵便局に返されるべきであった「非-提出物」（あて先不明）の郵便物を見つける。それは、60年前の日本人教師の娘が、死亡した父親の遺品から投函できなかった恋文を発見し、台湾に届けようと郵送したものだった。中身に興味を持ったアガが詳細を知るために封を破ってしまうが、開封しても日本語の手紙は読めず、古い日本統治時代の住所である「高雄州恒春郡海角七番地」を知る者もいなかった。
その間、墾丁国家公園の中にあるリゾートホテルでは、中孝介（60年前の日本人教師と日本人歌手である本人の一人二役）が公演するビーチコンサートの計画が進んでいた。だが「コンサートに出演するバンドのメンバーは地元の人間から選出されるべきだ」と主張する町議長が、その公的立場を利用して職権乱用ギリギリの急場凌ぎのオーディションを行なうことに。結果、アガを中心に６人の地元の人々の前座バンドが結成されることになったが、年齢、キャリア、モチベーションが全く違うメンバーたちは練習すら上手くいかない。そんな彼らをマネージメントする立場として、中国語が話せるためにたまたま恒春に派遣されていた友子（田中千絵）という売れない日本人ファッションモデルに白羽の矢が立つ。 
さまざまなアクシデントやトラブルを乗り越え、彼らはビーチコンサートを成功させることができるのか。そして、日本人教師が綴った恋文は無事届けられるのか。

## 主要な登場人物
| キャスト                   | 役名                     | 概要 |
| -------------------------- | ------------------------ | --- |
| ファン・イーチェン         | 阿嘉（アガ）             | 台北でミュージシャンになる夢に破れた青年。失意の中帰郷した恒春で郵便配達の仕事をすることになり、宛先不明の手紙を見つける。バンドのボーカル。 |
| 田中千絵                   | 友子（ともこ）           | 売れない日本人モデル。たまたま別の仕事で来ていた恒春で、北京語のできる日本人ということでバンドのマネージャーにされてしまう。アガとは衝突を繰り返していたが…。                                                                                              |
| イン・ウェイミン           | 水蛙（カエル）           | 友子によると「顔が昆虫」のバイク修理工。勤めているバイク屋店長の美人妻に片思い中。目立つために赤いスーツを着たり、髪を赤く染めたりする。バンドのドラマー。                                                                                                 |
| ミンション                 | 勞馬（ローマー）         | 昔いた特殊部隊で危険な任務のため妻に逃げられたルカイ族出身の警察官。任務中の怪我から復帰後、恒春で交通整理をしている。強面だが酒に酔うと妻の写真を取り出して周囲に絡む癖がある。バンドのギタリスト。                                                       |
| 楊蕎安（マイズ）           | 大大（ダーダー）         | 地元の教会でピアノ伴奏をしているマイペースな小学生。バンドのキーボード。 |
| リン・ゾンレン             | 茂（ボー）爺さん         | 日本語世代の老郵便配達員。配達中事故で負傷し、代理に入ったアガに仕事を教える。頑固だが目立ちたがり。月琴の腕は自称国宝級で二人目のベースになるが上達せず、後任にマラサンを推薦してタンバリン担当になった。「わしは国宝だ！」というセリフは流行語になった。 |
| マー・ニエンシエン         | 馬拉桑（マラサン）       | 隣町車城郷の保力出身で、先住民の地酒、馬拉桑（マラサン）を売りに来た客家人のセールスマン。勤勉な性格。売り込みのため、人に会うと「マラサン！」と叫ぶ。バンドの三人目のベース。                                                                             |
| 馬如龍                     | 洪國榮（アガの継父）     | 恒春の町議会議長で次期町長の座を狙っている。アガの母親と交際中。地元を強烈に愛しているが強引な性格で、町長とホテルオーナーに町民バンドによる前座演奏を承諾させ、アガにギターを渡す。                                                                       |
| 丹耐夫正若                 | 歐拉朗（オララン）       | ローマーの父親の警察官。オーディションではハーモニカを演奏していたが、バンドではベース担当になり悪戦苦闘する。交通整理中に事故でバイクの下敷きになり、顔と指を負傷したため降板した。                                                                       |
| シノ・リン                 | 林明珠（ダーダーの母）   | リゾートホテルの掃除婦。カエルの同級生だった。日本人にいい感情を抱いていないが、小島友子の現住所を探す上でのキーパーソンとなる。 |
| 張魁                       | ホテルのオーナー         | 墾丁のリゾートホテルのオーナー。恒春の出身者ではない。中孝介のコンサートを企画するが、洪議長に地元のバンドを出さないと中止させるとねじ込まれる。 |
| 沛小嵐                     | アガの母                 | 夫亡き後、食堂に勤務して子供達を育て上げた。洪議長と交際中。温和な性格で、友子にも温かく接する。 |
| 張沁妍                     | 美玲                     | リゾートホテルの従業員。大声で叫んだり、フロントの横へ売り場を拡張させようとするマラサンのことを快く思っていなかったが、徐々に好意的になっていく。 |
| 李浤嘉                     | 鴨尾                     | 茂爺さんの孫。祖父思い。同級生のダーダーに好意を持っているようだが、仲が進展する気配はない。 |
| 李佩甄                     | バイク屋店長の妻         | カエルが好意を寄せている。三つ子の母親。 |
| 北村豊晴 関根直樹 高嶋妙子 | 日本側コンサートスタッフ | 中孝介とともに台湾を訪れ、彼の台湾での人気の高さに驚く。 |
| レイチェル・リャン         | 小島友子（こじまともこ） | 60年前の台湾人の少女。教師と駆け落ちの約束をしていたが、敗戦により帰国する教師と離別することになる。 |
| 中孝介                     | 教師                     | 日本統治下の台湾に派遣された日本人教師。小島友子と恋仲にあったが、敗戦により彼女を手放す。帰国する船の上で7通のラブレターを書いたが、亡くなるまで差し出すことができなかった。                                                                              |
| 中孝介                     | 中孝介                   | 中孝介本人として出演。癒し系の歌手として台湾でも有名。恒春のリゾートホテルでコンサートをするため訪台する。 |
| 蔭山征彦                   | 教師の手紙               | （声のみの出演） |

## 挿入歌
『野玫瑰』（野ばら）は日本統治時代の小学校での代表的な唱歌であり、台湾が日本統治を離れた後も、中国国民党軍政権に排斥された日本文化の中で、ドイツのフランツ・シューベルトの作曲ということで、かろうじて日本統治世代に受け継がれてきたもので、日本と台湾を結び付ける象徴となっている。「映画の上映中には、台湾の日本統治時代を生きた高齢者の多くが、口ずさんだ」と台湾のメディアで報じられた。
- 『国境之南』：范逸臣 - 第45回台湾金馬奨 最佳原創電影歌曲獎受賞。
- 『無楽不作』（楽しまなくちゃ始まらない）：范逸臣
- 『Don't Wanna』：范逸臣
- 『野玫瑰』（野ばら）：中孝介、范逸臣
- 『それぞれに』：中孝介
- 『愛你愛到死』（死ぬほど愛してる）：楊蕎安（麥子）、同恩、夏宇童
- 『哪裡去、你？』（どこへ行く？）：丹耐夫正若、民雄
- 『給女兒』（娘から父へのラブソング）：Ciacia
- 『風光明媚』：梁文音　※エンディングテーマ

## 公開後
この映画の公開後、恒春のロケ地が有志によりどこかが突き止められ観光名所化したり、本来ならリリースの予定がなかったサントラがリリースされヒットした。

## 受賞歴
- 2008年台北映画祭 首賞（最優秀賞）・撮影賞・音楽賞
- 2008年アジア海洋映画祭イン幕張 グランプリ（最優秀賞）
- 2008年米国ハワイ国際映画祭 最優秀作品賞
- 2008年マレーシアクアラルンプール国際映画祭 撮影賞
- 2008年台湾金馬奨 主題歌賞・音楽賞・年間台湾映画従業人賞・年間映画作品賞・観客投票選出映画賞（観客賞）・助演男優賞の6部門を受賞
- 2008年フランスヴズール国際映画祭 （Festival International du film asiatique de Vesoul）アジア映画作品賞
- 2009年香港第3回アジア・フィルム・アワード 新秀映画従業人賞